# JULIE with THE WILD ONES
　『JULIE with THE WILD ONES』（ジュリー ウィズ ザ・ワイルドワンズ）は沢田研二と加瀬邦彦率いるザ・ワイルドワンズが合体した2010年限定のユニット「ジュリー with ザ・ワイルドワンズ」唯一のオリジナル・アルバム。

## 収録曲
1. 涙がこぼれちゃう
  - 作詞・作曲：吉田Q／編曲：十川ともじ

「渚でシャララ」のカップリング曲。
2. 渚でシャララ
  - 作詞：三浦徳子／作曲：加瀬邦彦／編曲：十川ともじ
3. プロフィール
  - 作詞・作曲：SUNSET-OIL／編曲：上田健司
4. 熱愛台風
  - 作詞・作曲：沢田研二／編曲：上田健司
5. Oh Sandy
  - 作詞：GRACE／作曲：加瀬邦彦／編曲：上田健司
6. 僕達ほとんどいいんじゃあない
  - 作詞・作曲：加瀬邦彦／編曲：河野圭
7. アオゾラ
  - 作詞：hyko／作曲：亀井登志夫／編曲：坂本昌之
8. いつかの“熱視線ギャル”
  - 作詞・作曲・吉田Q／編曲：河野圭
9. ハートにズキューン
  - 作詞：沢田研二／作曲：加瀬邦彦／編曲：高橋ゲタ夫
10. FRIENDSHIP
  - 作詞：沢田研二／作曲：加瀬邦彦／編曲：坂本昌之

## 解説
- プロデューサーは加瀬邦彦、CDプロデューサーは木崎賢治を迎え、爽やかな湘南サウンドのアルバムに仕上がっている。
- コンセプトは、ザ・ワイルドワンズの『想い出の渚』、沢田研二の『渚のラブレター』をオマージュした大人のラブソングが散りばめられている。
- シングルカットは、A面『渚でシャララ』、B面『涙がこぼれちゃう』。B面の作詞・作曲者の吉田Qは気鋭のシンガーソングライター。『ジュリーwithザ・ワイルドワンズ』は、このアルバムをひっさげて全国ツアーを行った[1]。ツアーは鉄人バンドのメンバー[注釈 1]も加わり、2010年5月28日（渋谷C.C.Lemonホール）でスタートし、同年11月22日（ゆうぽーとホール）まで30ヵ所で行われた。
- このライブはDVD化され、ミュージック・ペンクラブ・ジャパンが主催する第23回ミュージック・ペンクラブ賞でコンサート・パフォーマンスと録音・録画作品で賞を受ける[2]。
- 『渚でシャララ』はメンバー全員の振付けがあり、振付師は南流石。